# Neurolaeneae
Neurolaeneae, tribus glavočika u potporodici Asteroideae. Šest priznatih rodova

## Rodovi
1. Calea L.
2. Enydra Lour.
3. Greenmaniella W.M. Sharp
4. Heptanthus Griseb.
5. Neurolaena R. Br.
6. Tyleropappus Greenm.